# ئیاپو
ئیّـاپو (اسپانیایی: Illapu‎) نام یک گروه موسیقی فولکلور از کشور شیلی است.
این گروه در سال ۱۹۷۱ میلادی، توسط ۴ برادر به نام‌های «خوزه میگل»، «خائیمه»، «آندِرِس» و «روبرتو» مارکِز بوگوئِنیو بنیان نهاده شد و بعداً «اوسبالدو تورِس» به گروه اضافه شد.
این گروه موسیقی به سببِ ترانه‌های اعتراضی‌شان، در زمان دیکتاتوری ژنرال پینوشه ابتدا به فرانسه و سپس به مکزیک تبعید شدند.